# Hälleskogsbrännan
Hälleskogsbrännan är ett naturreservat som omfattar en stor del av det avbrända området vid den stora Skogsbranden i Västmanland 2014.. 
Naturreservatet bildades 2015 och omfattar en area på cirka 6 420 ha.
Efter en skogsbrand uppstår en speciell miljö där ett stort antal mycket ovanliga och hotade arter trivs. Länsstyrelsen har avsatt ett stort område som naturreservat för att följa utvecklingen från den brända marken med att växter och djur återvänder och skogen återhämtar sig. Forskare från Sveriges Lantbruksuniversitet studerar bl.a. tillväxt efter brand i relation till en förhöjd temperatur, eftersom ett globalt uppvärmt klimat förväntas intensifiera samt resultera i fler skogsbränder.  
Forskning och inventering av djur- och växtliv inom området har påbörjats. Det finns bland annat obemannade kameror som tar kort på djur som rör sig i närheten.  
Naturreservatet gör området tillgängligt för besökare och en bilväg finns öppen genom området med en kombinerad rastplats och informationscentral vid Grävlingsberget i norra delen av reservatet. Den nordvästra infarten är från länsväg U 668 strax norr om Gammelby (öster om Virsbo). Den nordöstra infarten är från länsväg 256 vid Hörnsjöfors.  Vid Seglingsberg finns en tredje infart med möjlighet att med bil nå den södra delen av reservatet samt också naturreservatet Fermansbo urskog.  Övriga vägar i reservatet är öppna endast för gång- och cykeltrafikanter.
Naturreservatet ligger övervägande i Sala och Surahammars kommuner, men har även en mindre del i Fagersta kommun. Inom naturreservatet ligger sjöarna Acktjärnen, Lilla Vallsjön, Björktjärnen, Stora Gottricken och Sörlången. Gränsande till naturreservatet ligger sjöarna Stora Vallsjön, Gärsjön och Hannsjön.
I den sydöstra delen av brandområdet inrättade Sveaskog i september 2016 Ekopark Öjesjön på ungefär 1 500 hektar.

## Bildgalleri

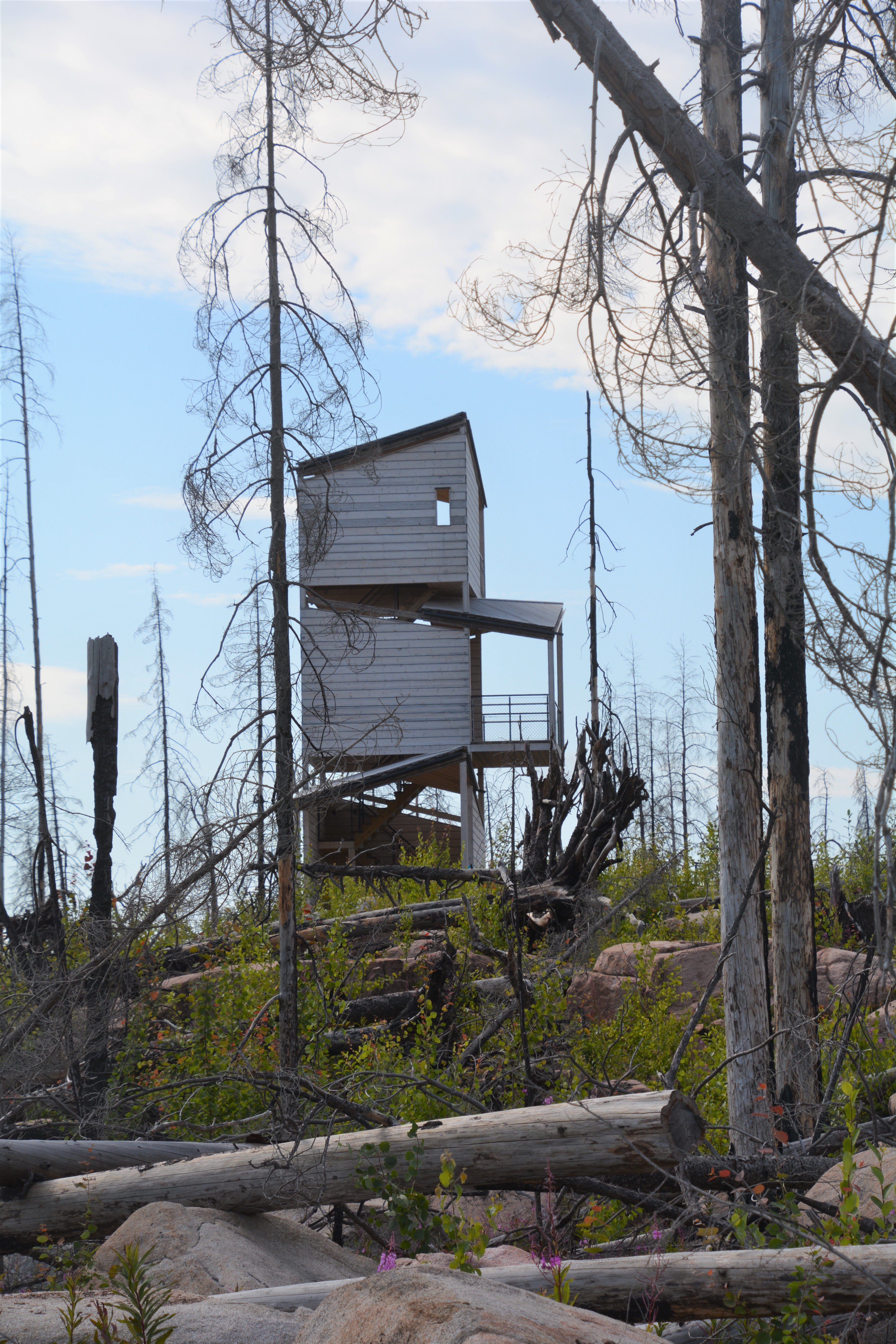
Utsiktstornet på Grävlingsberget
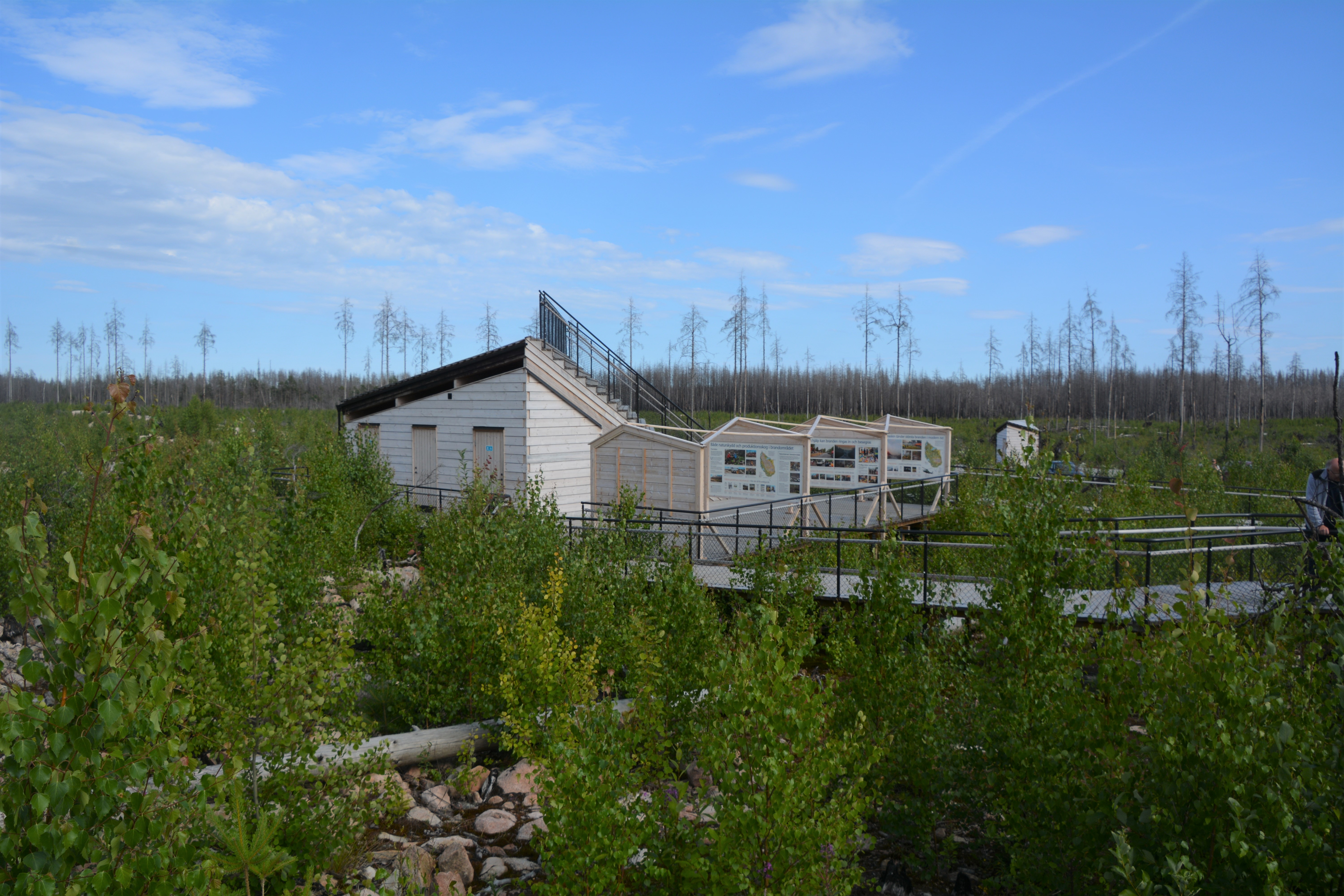
Besökscentrum vid Grävlingsberget
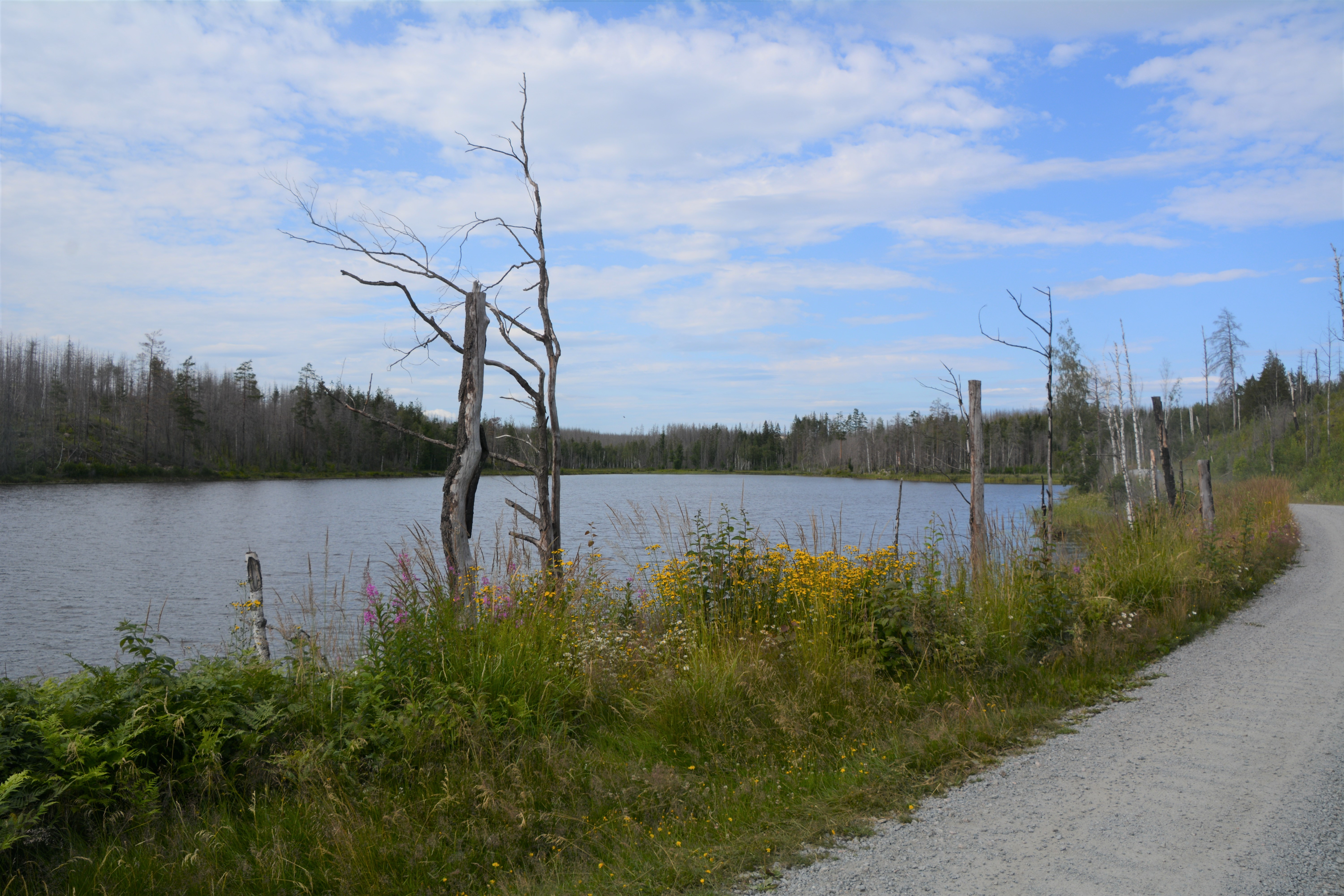
Lilla Vallsjön